# Amilcare Bietti
Amilcare Bietti (Caravaggio, 14 maggio 1869 – Bologna, 2 gennaio 1930) è stato un medico italiano.
Oculista di fama internazionale, autore di un trattato di oftalmoiatria ritenuto a lungo un testo di fondamentale importanza. Morto nel 1930, ebbe un figlio, Giovanni Battista che ne seguì, con non minori meriti e risultati, le orme.
Discepolo di Golgi e Fuchs, dal 1899 al 1904 presso l'università di Padova è libero docente in Medicina e Chirurgia, professore nelle università di Cagliari (1908), insegna a Siena (1909) dove diverrà direttore della clinica oculistica, è di nuovo a Pavia dal 1923 al 1926 come Professore ordinario e quindi a Bologna dal 1926 come direttore della clinica oculistica.